# Міклош Шарош
Мікло́ш Ша́рош(Штайнер) (угор. Sáros Miklós, нар. 1907, — пом.?) — угорський футболіст, що грав на позиції нападника і півзахисника. Відомий виступами, зокрема, за клуб «Уйпешт», а також національну збірну Угорщини. 

## Клубна кар'єра
Розпочинав кар’єру в складі столичного клубу «Будаї 11», будучи гравцем якого, був викликаний у 1930 році до збірної Угорщини. Зіграв у двох матчах проти збірної Чехословаччини, що завершилися з однаковим рахунком 1:1.
З 1930 по 1934 рік виступав за столичну команду «Уйпешт». В 1931 році завоював командою титул чемпіона країни. Шарош виступав на позиції нападника і зіграв у тому сезоні 9 матчів, відзначившись чотирма голами. У подальшому перейшов на позицію півзахисника. У 1933 році вдруге став чемпіоном Угорщини. Був основним гравцем команди (20 зіграних матчів з 22 командних), виступаючи у півзахисті разом з такими відомими в країні футболістами як Анталь Салаї, Дьордь Сюч і Ференц Боршаньї. У 1932 – 1933 роках зіграв 4 матчі у Кубку Мітропи. 
Після «Уйпешту» грав також у складі команд «Фобус» і «Будаї 11». 

## Досягнення
- Чемпіон Угорщини: 1930–31, 1932–33
- Срібний призер Чемпіонату Угорщини: 1931–32, 1933–34
- Фіналіст Кубка Угорщини: 1933

## Статистика виступів за збірну
| Дата       | Місто    | Господарі      | Результат | Гості          | Турнір           | Голи | Примітки |
| ---------- | -------- | -------------- | --------- | -------------- | ---------------- | ---- | -------- |
| 01/05/1930 | Прага    | Чехословаччина | 1 – 1     | Угорщина       | товариський матч | -    |          |
| 26/10/1930 | Будапешт | Угорщина       | 1 – 1     | Чехословаччина | товариський матч | -    |          |
| Усього     |          | Матчів         | 2         |                | Голів            | 0    |          |